# الون هازن
الون هازن (به انگلیسی: Alon Hazan) هافبک اهل اسرائیل است که از سال ۱۹۹۰ تا ۲۰۰۰ میلادی عضو تیم ملی فوتبال اسرائیل بوده و در ۷۲ بازی ملی حضور داشته است. الون هازن توانسته در بازی‌های ملی، ۵ گل به ثمر برساند.